# Мюриэль, или Время возвращения
«Мюриэль, или Время возвращения» (фр. Muriel Ou Le Temps D'Un Retour) — кинофильм. 2 приза МКФ.

## Сюжет
1962 год. В Булонь-сюр-Мере, городе на побережье, Элен, торгующая антикварной мебелью, живёт со своим пасынком Бернаром, который вернулся со службы в Алжире под сильным воздействием тяжёлого воспоминания о пытках и убийстве его сослуживцем Робером алжирской девушки Мюриэль. Старый любовник Элен — Альфонс — приезжает навестить Элен спустя 23 года после расставания вместе со своей «племянницей» Франсуазой. Он тоже утверждает, что вернулся из Алжира, где у него было кафе.